# Additiv
 For alternative betydninger, se Additiv (flertydig). (Se også artikler, som begynder med Additiv)
Additiv er et kemisk tilsætningsstof, som forbedrer et given produkts egenskaber, specielt i forbindelse med brændstof og olie.
Eksempelvis kan benzins oktantal hæves ved tilsætning af  et dertil udviklet additiv medens en smøreolies egenskaber kan forbedres væsentligt med det rette additiv.

## Ekstern henvisning og kilde
- DEN DANSKE ORDBOG – Additiv

| Kemi | Spire Denne artikel om kemi er en spire som bør udbygges. Du er velkommen til at hjælpe Wikipedia ved at udvide den. |